# コパン・ビルディング

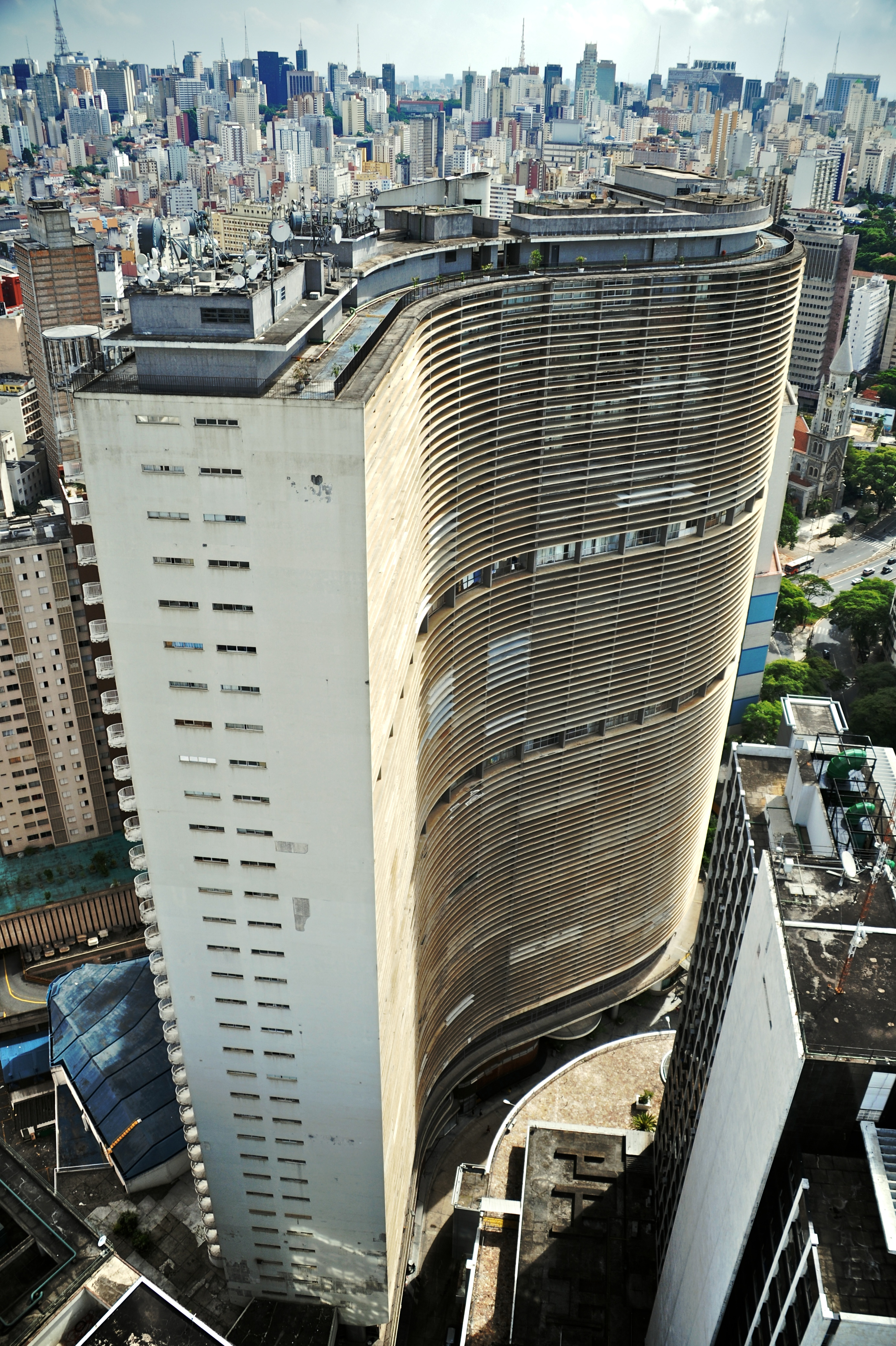
コパンビル

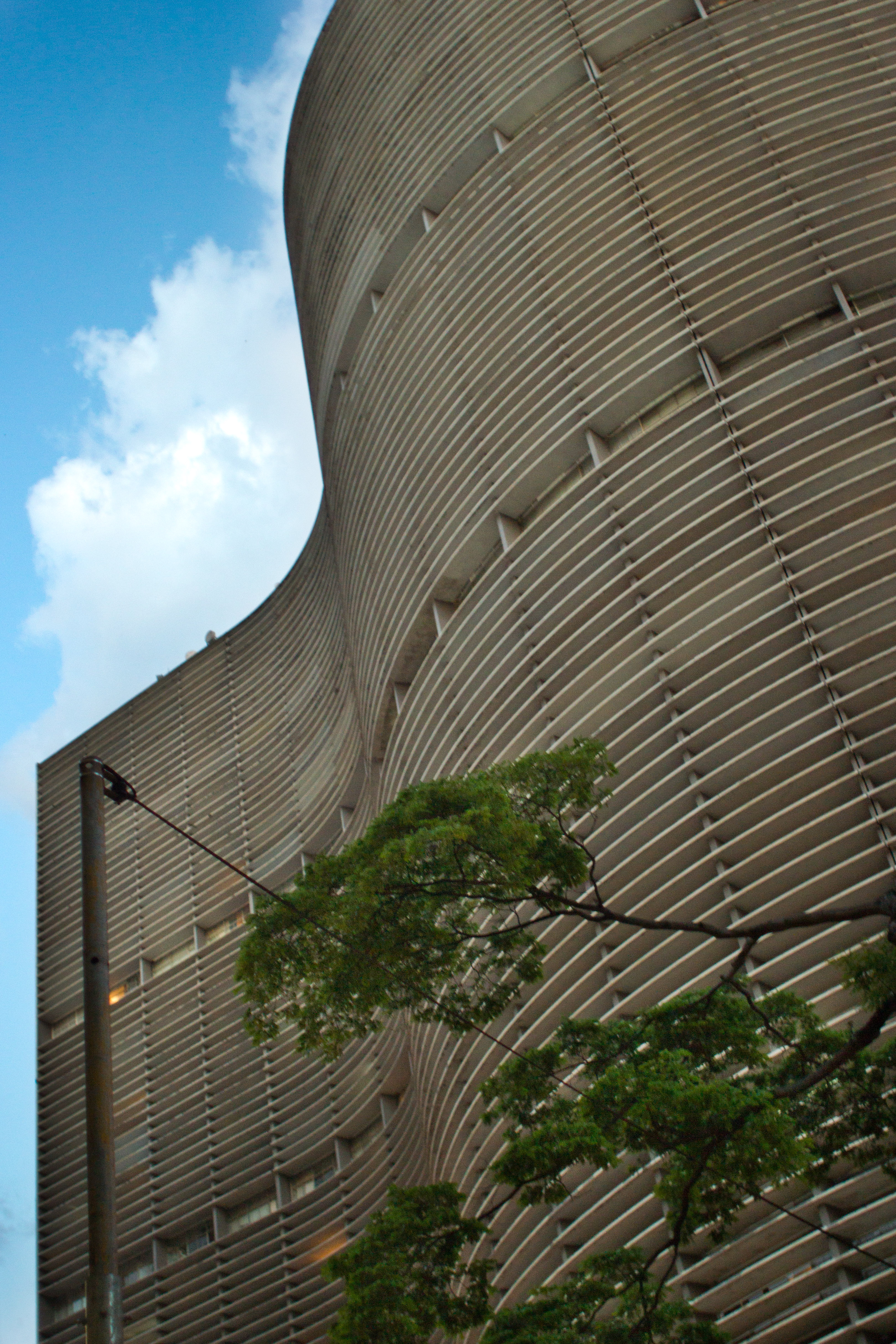
コパンビル

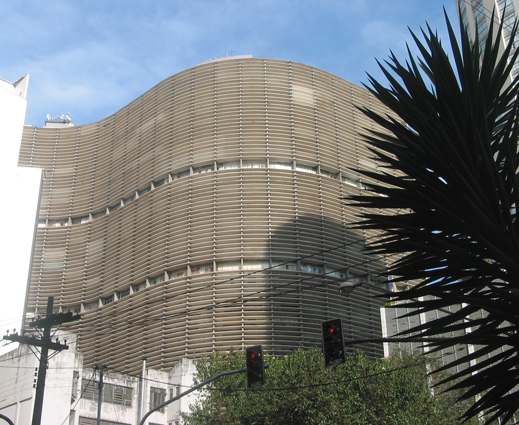
コパンビル

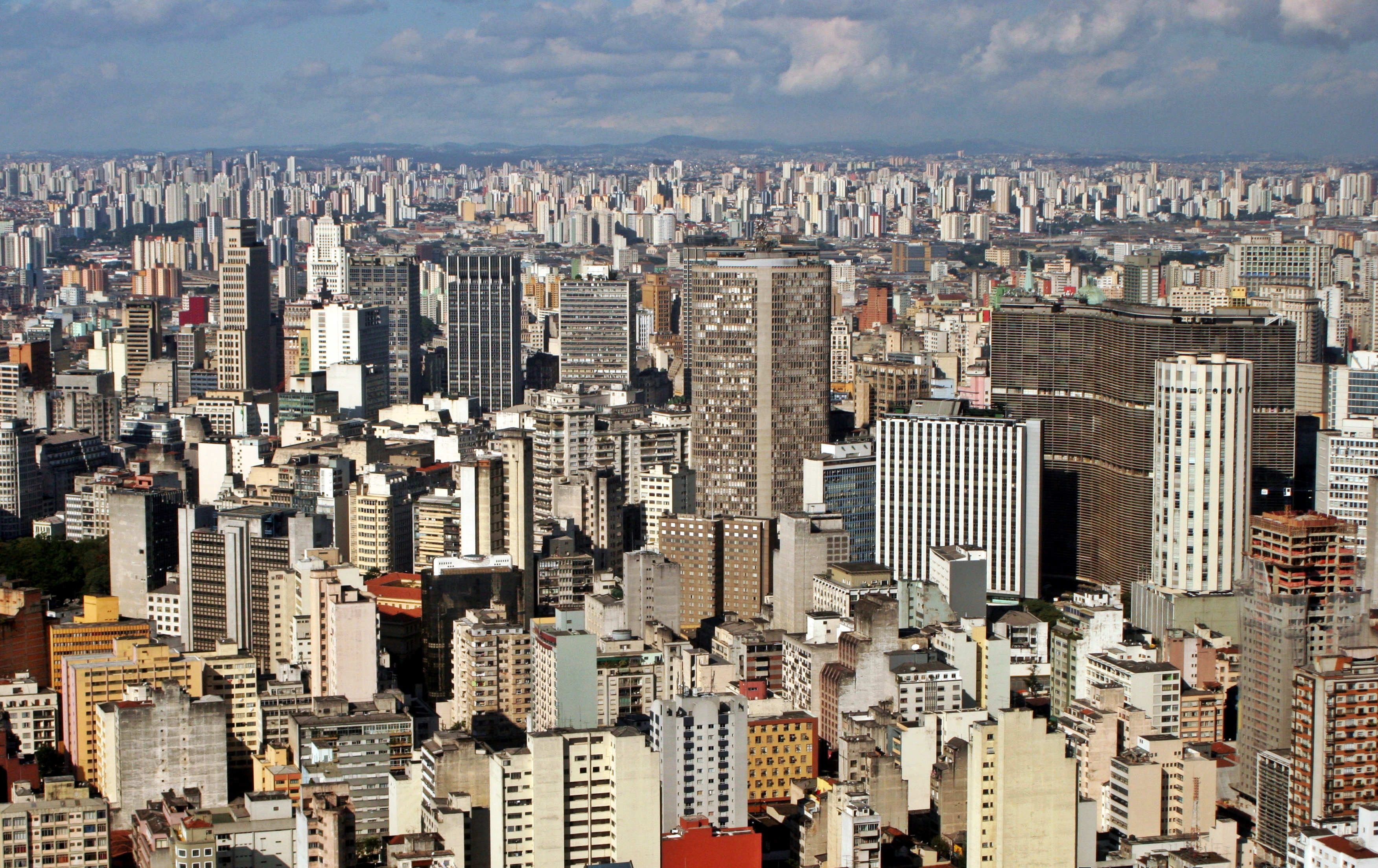
上空写真

コパン・ビルディング (ポルトガル語: Edifício Copan) は、ブラジル サンパウロにある140m、38階建ての居住用ビルである。1957年に起工し、建設の中断もあったが、1966年に竣工した。

## 概要
このビルの名前の由来は、ホンジュラスにあった古代マヤ文明の都市から来ているのではなく、当初の施工主である Companhia Pan-Americana de Hotéis e Turismo (Panamerican Company for Hotels and Tourism) の頭文字から来ている。設計したのはサンパウロのオスカー・ニーマイヤーの建築事務所で、彼自身も有名な波状のファサード（正面構造）の設計に関わっている。最終的に、このビルは1,160部屋を持ち5,000人が居住できるようになっている。多くの人間が住んでいるため、サンパウロ市はこのビル内にも郵便番号を割り振っている (CEP: 01046-925) 。現在は分譲マンションとして100人以上がビルの管理や住人へのサービスのために雇われている。一階には、70軒のオフィスまたは居住用フロアがあり、その中には一軒の教会、旅行代理店、書店、および4軒のレストランが入っている。敷地面積は10572.80平方メートルである。

## 作品への影響
コパンビルは、世界中の作家、映画監督、写真家、およびその他の芸術家に影響を与えてきた。ブラジル人作家のレジーナ・レーダによるArca sem Noé - Histórias do Edifício Copanと呼ばれる短編集が1994年にポルトガルで出版され、1995年にブラジルでジャブチ賞を受賞している。Arca sem Noéという作品も、Stories From the Copan BuildingというタイトルでFirst World Third Class and Other Tales of the Global Mix (University of Texas Press) の一部として英語で出版されている。